# Volker Quaschning
Volker Quaschning (Leonberg, 1969) è un ingegnere tedesco.
Dal 2004 è professore per sistemi di energie rinnovabili alla Hochschule für Technik und Wirtschaft Berlin, Germania. Quaschning è autore di alcuni libri sulle energie rinnovabili, in particolare è noto per il libro di testo Regenerative Energiesysteme, edito in ottava edizione nel 2013.

## Opere
- Regenerative Energiesysteme. Hanser Monaco di Baviera, 9. edizione 2015, ISBN ISBN 978-3-446-44267-2.
- Erneuerbare Energien und Klimaschutz. Hanser, Monaco di Baviera, 3. edizione 2013, ISBN 978-3-446-43809-5.
- Mülltrenner, Müsliesser und Klimaschützer. Hanser, Monaco di Baviera, 2010, ISBN 978-3-446-42261-2.
- Renewable Energy and Climate Change. John Wiley & Sons Ltd, Chichester, 2010, ISBN 978-0-470-74707-0.
- Obnovitelné zdroje energií. Grada Publishing, Praga 2010, ISBN 978-80-247-3250-3.
- Understanding Renewable Energy Systems. Earthscan, London, 2005, ISBN 1-84407-128-6.
- Systemtechnik einer klimaverträglichen Elektrizitätsversorgung in Deutschland für das 21. Jahrhundert. VDI-Verlag, Düsseldorf 2000, ISBN 3-18-343706-6
- Simulation der Abschattungsverluste bei solarelektrischen Systemen. Berlino 1996.